# Mathilde de Portugal
Mathilde de Portugal (1151-1218), connue aussi sous le nom de Teresa de Portugal, est la fille d'Alphonse Henriques (1109-1185), premier roi de Portugal et de Mathilde (1125-1157), issue de la maison de Savoie.

## Biographie
En août 1183, elle épouse le comte de Flandre Philippe d'Alsace.
Devenue veuve en juillet 1191, elle assure la régence du comté. 
En 1192, un acte dressé à Arras définit son douaire  (domaine lui revenant après la mort de son mari) : elle reçoit notamment Dunkerque, Bergues, Watten, Bourbourg, Bailleul et d'autres lieux.
Elle se remarie en 1193 avec le duc Eudes III de Bourgogne, mariage annulé en 1195 pour des motifs de consanguinité.
En janvier 1195, elle passe avec le roi de France Philippe II un accord selon lequel la ville de Douai reviendra à la couronne après son décès. 
Vers 1200, elle revendique en tant que douaire, les terres de Flandre évoquées ci-dessus dont la possession de Bourbourg contre l'héritière de la châtellenie, Béatrice de Bourbourg, (famille de Bourbourg). Celle- ci trouve un allié en se mariant avec Arnoul II de Guînes, lequel va s'opposer aux prétentions de Mathilde (voir Arnould II de Guînes). 
Au début du XIIIe siècle, les combats reprennent entre deux factions rivales, les Ingrekins et les Blavoetins ou Blaumontins. Leurs dissensions d'abord limitées à la région de Furnes s'étendent à la Flandre Maritime. Mathilde favorisait les premiers. Les Blavoetins ravagèrent une de ses possessions à Furnes. Elle envoya contre eux le châtelain de Saint-Omer qui les dispersa, mais ils se regroupèrent de plus belle et vinrent en 1206 assiéger Bergues, faisant partie de son douaire. Mathilde réfugiée à l'abbaye Saint-Winoc de Bergues doit fuir à Lille. 
Menés par Herbert de Wulferinghen et Walter d'Hondschoote (ou selon une autre source Herbert de Wulfenghem et Gauthier de Hondschoote), ils sont écrasés par les Ingrekins qui en tuèrent plus de 3000. Le combat a lieu un lundi qui porta ensuite dans la région le nom de lundi rouge (de rood maendag) en raison du sang versé. 
Le comte de Guînes, Arnould II de Guînes, réconcilié avec Mathilde et mandaté par elle, négocie avec les insurgés et réussit à ramener la paix. 
Mathilde intercède favorablement auprès du roi de France dans le projet de mariage entre Ferrand de Flandre, son neveu, et sa petite nièce par alliance, Jeanne de Constantinople. 
Le 6 mai 1218, elle trouve la mort à la suite de la chute de son chariot dans un marais près de Furnes en Belgique. Le corps de Mathilde fut transporté à l'abbaye des Dunes et de là à l'abbaye de Clairvaux. Après sa mort, les biens faisant partie de son douaire retournent au comte de Flandres.